# Кий (острів)
Острів Кий, Кий-острів (рос. Кий, Кий-остров) — невеликий острів, розташований на Онежській губі Білого моря, за 8 км від гирла річки Онега, за 15 км від міста Онега. Довжина острова близько 1,5 км, ширина не перевищує 800 метрів. Площа — близько 0,5 км².
Острів складається з гранітних скель (вихід корінних порід Балтійського щита), в деяких місцях берегової смуги — піщані пляжі.
Адміністративно Кий-острів належить до Онезького району Архангельської області.